# 盧肯 (明尼蘇達州)
盧肯（英語：Lucan）是一個位於美國明尼蘇達州雷德伍德縣的城市。

## 歷史
盧肯於1902年成立，1904年升格為城市。盧肯的郵局自1908年起營運至今。

## 人口
根據2020年美國人口普查的數據，盧肯的面積為1.02平方千米，皆為陸地。當地共有人口214人，而人口密度為每平方千米210人。